# Англо-польский военный союз
Англо-польский военный союз 1939 года (пол. Polsko-brytyjski układ sojuszniczy, англ. Anglo-Polish military alliance) — межгосударственные соглашения между Польшей и Великобританией, заключённые в 1939 году, определяющие взаимопомощь в случае агрессии одной из «европейских держав». В дополнительном секретном протоколе фраза «Европейская держава» истолковывалась как Германия.

## Предыстория
26 января 1934 года в Берлине между Германией и Польшей была подписана Декларация о неприменении силы (называемый также Пакт Пилсудского — Гитлера).
21 сентября 1938 года польская сторона предъявила Чехословакии ультиматум о «возвращении» им Тешинской области. 30 сентября 1938 года, в день заключения мюнхенского соглашения Польша направила Праге очередной ультиматум и одновременно с немецкими войсками ввела свою армию в Тешинскую область.
Еще накануне Мюнхена, инструктируя своего посла в Берлине Ю. Липского для предстоящей беседы с Гитлером, польский министр иностранных дел Юзеф Бек отправил ему следующую директиву: «1. Правительство Польской Республики констатирует, что оно, благодаря занимаемой им позиции, парализовало возможность интервенции Советов в чешском вопросе в самом широком значении…; 2. Польша считает вмешательство Советов в европейские дела недопустимым…; 4. В течение прошлого года польское правительство четыре раза отвергало предложение присоединиться к международному вмешательству в защиту Чехословакии. 5. Непосредственные претензии Польши по данному вопросу ограничиваются районом Тешинской Силезии.»
31 марта 1939 года в ответ на нарушение Германией Мюнхенских соглашений 1938 года и немецкой оккупацией Чехословакии Британия пообещала Польше, что Англия и Франция будут гарантами независимости Польши.
6 апреля 1939 года, во время визита польского министра иностранных дел Юзеф Бека в Лондон, было договорено, что эти гарантии будут официально оформлены в виде Англо-польского военного союза.

## Подписание и содержание соглашения
Польское Верховное командование понимало, что в случае начала войны с Германией, флот которой имел значительное численное превосходство над польским, польские ВМС вероятнее всего будут уничтожены. Кроме того, эвакуация кораблей в военное время практически невозможна, так как датские проливы находились в зоне оперативной досягаемости кригсмарине и люфтваффе.
24 августа 1939 года Британское правительство направило маршалу Рыдз-Смиглы предложение эвакуировать с Балтики самые современные корабли польского флота. Поначалу Рыдз-Смиглы ответил отказом, но позднее изменил своё решение.
25 августа 1939 года, через 2 дня после заключения договора о ненападении между Германией и Советским Союзом, был подписан пакт между Польшей и Великобританией о взаимной помощи. Договор содержал взаимные обещания о оказании военной помощи в случае, если одна из сторон подвергнется нападению какой-либо европейской державы («a European Power»).
Статья Первая англо-польского Соглашения о взаимопомощи гласила:
| W razie gdyby jedna ze stron umawiających się znalazła się w działaniach wojennych w stosunku do jednego z mocarstw europejskich na skutek agresji tego ostatniego przeciwko tejże stronie umawiającej się, druga strona umawiająca się udzieli bezzwłocznie stronie umawiającej się znajdującej się w działaniach wojennych wszelkiej pomocy i poparcia będących w jej mocy. | Should one of the Contracting Parties become engaged in hostilities with a European Power in consequence of aggression by the latter against that Contracting Party, the other Contracting Party will at once give the Contracting Party engaged in hostilities all the support and assistance in its power. |

Под «европейской державой», как следовало из секретного протокола, имелась в виду Германия, а в отношении иных европейских держав предусматривались консультации о совместных мерах.
Вследствие подписания договора, Гитлер отложил нападение на Польшу с 26 августа на 1 сентября.

## Действия союзников Польши после вторжения Германии и Советского Союза
1 сентября 1939 года Германия вторглась в Польшу с запада. Англия и Франция, предъявив Германии ультиматум, 3 сентября объявили войну Германии, но британские вооружённые силы никаких конкретных военных действий против Германии не предприняли, а Франция ограничилась неуспешным наступлением в Сааре.
6 сентября 1939 года польское командование попросило нанести авиаудар по германской промышленности и войскам, 7 сентября Франция ответила согласием. 10 сентября Польше сообщили, что авиаудары начались, однако это было ложью. Французские военно-воздушные силы ограничивались разведкой, а проведенный 4 сентября английскими ВВС (10 бомбардировщиков) налет на рейд в Киле, в котором была потеряна половина самолетов, не имел результатов.
Британские войска войска лишь к середине октября двумя корпусами заняли позиции на бельгийско-французской границе между городами Мольд и Байель, достаточно далеко от линии фронта.
17 сентября 1939 года войска СССР, выдержав паузу, перешли советско-польскую границу и вошли на территории, которые отошли к Польше после окончания Советско-польской войны согласно Рижскому договору 18 марта 1921. На этих отошедших территориях преобладало непольское население, и в 1920-х годах польскими властями проводилась политика насильственной ассимиляции и полонизации.
Посол Польши в Лондоне, Эдвард Рачинский, обратился в министерство иностранных дел Великобритании и попросил Англию объявить войну СССР. Британский министр иностранных дел лорд Галифакс в ответ указал, что объявление войны Советскому Союзу остаётся на усмотрение британского правительства. 18 сентября на заседании английского правительства было решено, что, согласно англо-польскому соглашению от 25 августа 1939, Англия связана обязательством защищать Польшу только в случае агрессии со стороны Германии. Поэтому было решено «не посылать России никакого протеста».